# 厚木市農業協同組合
厚木市農業協同組合（あつぎしのうぎょうきょうどうくみあい）は、神奈川県厚木市水引に本店を置く農業協同組合。厚木市及び愛甲郡清川村を管轄地域としている。通称JAあつぎ。

## 沿革
- 1963年7月15日 - 設立。
- 1969年5月 - 清川村農協と合併。

## 店舗
- 本所、依知支所、荻野支所、睦合支所、小鮎支所、玉川支所、南毛利支所、相川支所、清川支所、愛甲支店、駅前支店、宮の里支店、北支店、依知南支店

## 事業
- 信用事業（JAバンク）
- 共済事業（JA共済）
- 経済事業…販売事業・購買事業・指導事業

## 関連会社
- 厚農商事株式会社
  - 業務内容：不動産の管理経営・賃貸借・売買・仲介の業務等
  - 設立年月日：1973年（昭和48年）6月13日
  - 資本金：5,000万円
  - 厚木市農業協同組合出資比率：100％